# Dirty Work (singolo Austin Mahone)
Dirty Work è un singolo del cantautore statunitense Austin Mahone, pubblicato nel 2015. 

## Il brano
Il brano è stato scritto da Austin Mahone, Sean Douglas, Talay Riley, Alexander Izquierdo, Stefan Johnson, Jordan Johnson e Marcus Lomax.
Il brano ha avuto un successo notevole in Giappone a partire dal 2017, in quanto inserito in un programma TV della comica Chiemi Blouson. L'anno stesso esso è stato inserito nell'album d'esordio di Mahone, l'omonimo Dirty Work.

## Tracce
- Download digitale

1. Dirty Work – 3:08